# Arreglo de Estrasburgo relativo a la Clasificación Internacional de Patentes
El Arreglo de Estrasburgo relativo a la Clasificación Internacional de Patentes, también conocido como el Arreglo CIP, es un tratado internacional que estableció una clasificación común para las patentes de invención, certificados de inventor, modelos de utilidad y certificados de utilidad conocida como Clasificación Internacional de Patentes (CIP), en inglés International Patent Classification (IPC)”. El tratado fue firmado en Estrasburgo, Francia el 24 de marzo de 1971, entró en vigor el 7 de octubre de 1975, y fue modificado el 28 de septiembre de 1979. El Arreglo y la declaración certificada fueron registrados por la Organización Mundial de la Propiedad Intelectual el 28 de febrero de 1980. 
Los Estados que sean partes en el Convenio de París para la Protección de la Propiedad Industrial (1883) pueden ser parte del Arreglo de Estrasburgo.  Hasta agosto de 2023, el Arreglo de Estrasburgo tenía 65 partes contratantes.  La Santa Sede, Irán y Liechtenstein firmaron el Arreglo en 1971  pero no lo han ratificado.

## Clasificación Internacional de Patentes
La clasificación establecida en el Arreglo de Estrasburgo divide la tecnología en ocho secciones, diferenciadas por las letras de la A a la H, que a su vez contienen aproximadamente 80 mil subdivisiones. Cada subdivisión está representada por números arábigos y letras del alfabeto latino (A-H). Dichos símbolos son asignados por las oficinas nacionales o regionales de propiedad industrial que publican los documentos de patente. Esto permite recuperar los documentos de patente durante la búsqueda en el "estado de la técnica".
La clasificación se revisa anualmente por un Comité de Expertos y entra en vigor el 1 de enero del año siguiente a su revisión.